# Google Native Client
 (septembre 2012).
Google Native Client ou NaCl (en allusion au chlorure de sodium) est un logiciel obsolète de sandbox permettant l'exécution de code natif x86 dans un environnement confiné et contrôlé par un navigateur web.
C'est un projet opensource qui donne la possibilité aux développeurs web d'écrire du code (C ou C++) qui est directement exécutable par le micro-processeur de la machine cliente lors du chargement du site dans un navigateur web.
Les applications intégrées aux pages web ont une vitesse proche d'un exécutable natif, le jeu Quake et le programme XaoS ont déjà été portés pour Google Native Client.

## PNaCl
PNaCl, acronyme pour Portable Native Client (Client Natif Portable) est une version de NaCl qui n'est pas restreinte à l'architecture x86.
PNaCl supporte les architectures suivantes:
- x86-32
- x86-64
- Arm
- Mips32

PNaCl fonctionne en générant une représentation intermédiaire basée sur celle utilisée par LLVM, enlevant le besoin d'utiliser du code binaire propre à chaque architecture telles que x86 ou Arm.
PNaCl est utilisable uniquement sur Google Chrome, mais il est possible de rendre une application compatible avec d'autres navigateurs en utilisant l'API pepper.js.
Le 30 mai 2017, Google a annoncé la discontinuation de PNaCl en faveur de WebAssembly.

## NaTcl
NaTcl est une implémentation du langage Tcl permettant d'exécuter des scripts dans le navigateur Google Chrome ou dans des programmes compatibles avec la technologie Native Client (NaCl). Il permet de développer des applications Web avec Tcl et aussi d'accéder et de manipuler 
le contenu DOM de Chrome.